# Jaguarão
Jaguarão est une ville brésilienne du Sud-Est de l'État du Rio Grande do Sul, faisant partie de la microrégion de Jaguarão et située à 384 km au sud-ouest de Porto Alegre, capitale de l'État. Elle se situe à une latitude de 32° 33′ 60″ sud et à une longitude de 53° 22′ 36″ ouest, à une altitude de 26 mètres. Sa population était estimée à 27 944 en 2007, pour une superficie de 2 054 km2.
Jagauarão est au bord de la Lagoa Mirim.
Jaguarão fait frontière avec l'Uruguay, département de Cerro Largo et la ville de Rio Branco (Uruguay), par l'intermédiaire du Pont international Mauá, sur le Rio Jaguarão.
En 1801, à l'emplacement de l'actuelle municipalité, les Espagnols construisirent une fortification dénommée Guarda da Lagoa e do Cerrito. La même année, elle fut prise par les troupes du Portugais de Manoel Marques de Souza et, de fait, passa à la Couronne portugaise.

## Villes voisines
- Herval
- Arroio Grande